# Tubicera lichtwardti
Tubicera lichtwardti är en tvåvingeart som beskrevs av Schmitz 1920. Tubicera lichtwardti ingår i släktet Tubicera och familjen puckelflugor. Inga underarter finns listade i Catalogue of Life.